# Шмурун, Израиль Львович
Израиль Львович Шмурун (19 июля 1912, Тирасполь — 28 июня 1985, Кишинёв) — молдавский советский архитектор.

## Биография
Окончил архитектурный факультет Одесского института коммунального и гражданского строительства в 1939 году. В 1941—1944 годах работал в проектной организации в Башкирии, с 1944 года руководитель группы и мастерской в Молдгипрострое (Кишинёв). С 1965 года на административной работе в Госплане Совета министров МССР, в 1973—1985 годах в кишинёвском Госстрое.
В 1954 году разработал генеральный план развития Тирасполя (совместно с В. П. Александровым). В 1960—1963 годах разработал проект реконструкции здания Тираспольского городского театра (Государственного драматического театра им. А. М. Горького) и Театральной площади (совместно с Д. И. Палатником; памятник архитектуры ПМР).
В Кишинёве И. Л. Шмурун был автором проекта Детской Республиканской клинической больницы (1952), Техникума советской торговли (1955), административного корпуса Молдавпотребсоюза, главного корпуса Кишинёвского Государственного университета (1963), реконструкции гостиницы «Молдова», жилых домов, а также Дома Советов в Бельцах (совместно с А. П. Соболевым).